# Hektor
A Hektor görög eredetű férfinév, eredeti jelentése bizonytalan, talán erősen tartó. 
Jelentése átvitt értelemben: uralkodó, védőbástya.

## Gyakorisága
Az 1990-es években szórványos név, a 2000-es években nem szerepel a 100 leggyakoribb férfinév között.

## Névnapok
- június 28.[2]

## Híres névviselők
- Hektór trójai hős, Priamosz fia
- „Hektor” utónevű személyek szócikkeinek listája a Wikidata alapján
- „Hector” utónevű személyek szócikkeinek listája a Wikidata alapján
- „Héctor” utónevű személyek szócikkeinek listája a Wikidata alapján

## Költött alakok
- Hector Servadac (magyarosan Servadac Hektor), Jules Verne regényének címszereplője.